# Ross Lupaschuk
Ross Lupaschuk, född 19 januari 1981 i Edmonton, Alberta, är en kanadensisk före detta professionell ishockeyspelare (back).
I Sverige spelade han för Mora IK och Malmö Redhawks.